# Vysokozdvižný vozík s katalyzačním tlumičem
Vysokozdvižný vozík s katalyzačním tlumičem je druh vysokozdvižného vozíku, který umožňuje provoz ve vnitřních  prostorách.

## Historie
V období kolem roku 1960 byla v Československu rozvíjena paletizace, která vyvolala zvýšenou potřebu vysokozdvižných vozíků, především s akumulátorovým pohonem. Výrobce těchto vozíků, Děčínské strojírny, pozdější název Desta, byl připraven zvýšenou potřebu zajistit. Ve stejném období byla na podkladě mezinárodní spolupráce výroba akumulátorových vozíků předána do Bulharska. Zmíněný děčínský podnik připravil jako náhradu do výroby řadu vozíku se spalovacími motory. V průběhu jejich schvalování byly vydány normy ČSN, které zakazovaly používání vozíků se spalovacími motory ve vnitřních prostorách. 

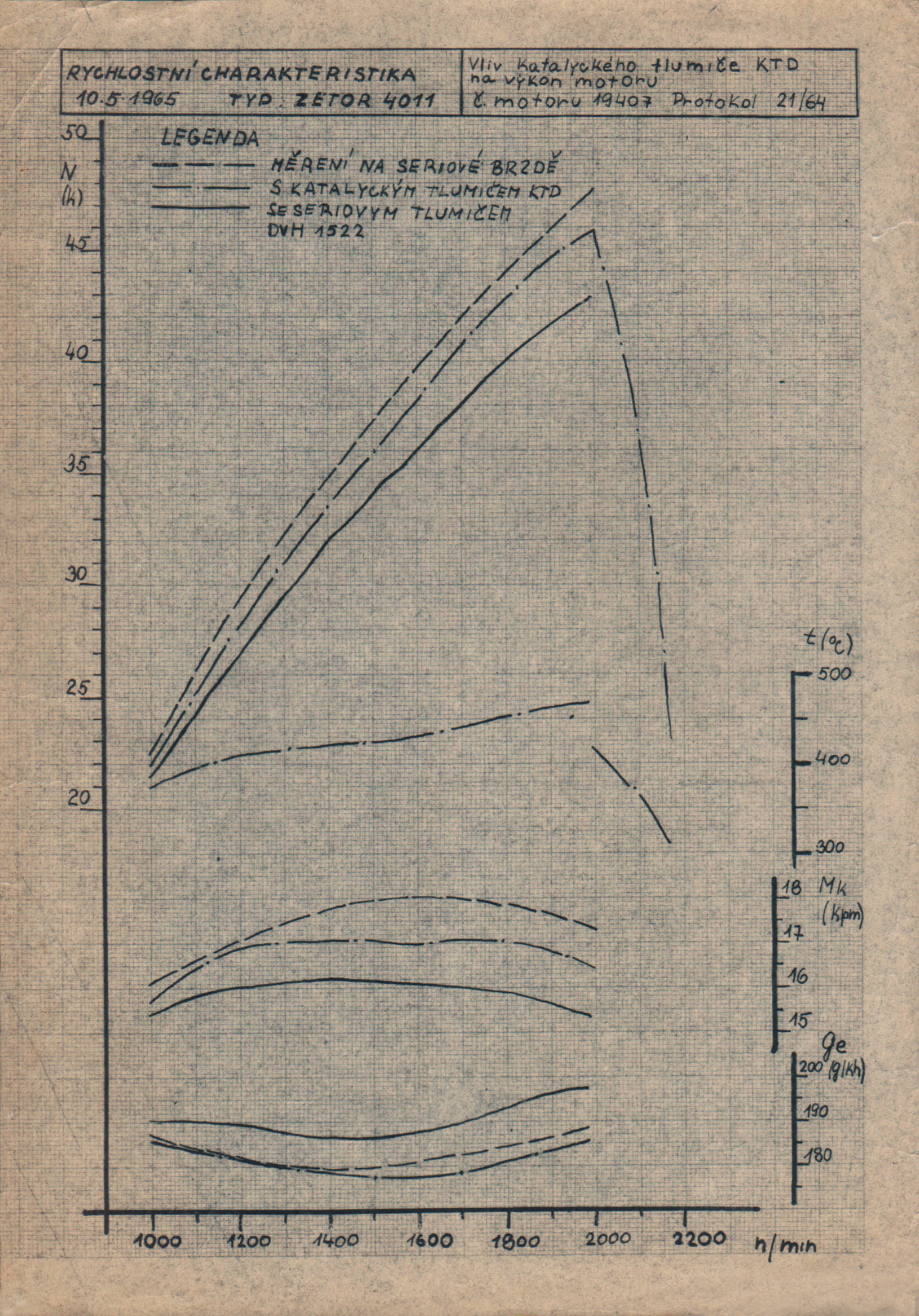
Graf zpracovaný na brzdě ve Zbrojovce Brno

K zahájení vývoje katalyzačního tlumiče bylo přistoupeno okamžitě a to ve spolupráci s Chemickými závody v Záluží u Mostu. Zde byla nastoupena úzká spolupráce ve dvou směrech.  Z více druhů zde vyráběných katalyzátorů, ve tvaru kuliček s obsahem platiny, byl vybrán vhodný druh, a to na podkladě  měření v laboratoři, přímo na vozících, s motorem benzinovým a dieselovým.  Druhým směrem bylo ověření účinnosti více druhů náplní. Tepelná setrvačnost komory tlumiče byla ověřena tzv. obtokem a tepelnou isolací. Dosažený efekt byl zmíněnou zkušebnou hodnocen tak, že byl oxid uhelnatý likvidován v rozsahu přesahujícím i 90% a u skupiny uhlovodíků  okolo 80 %.
Dále následovalo ověření možnosti použití katalyzačních tlumičů na motorech u jejich výrobců. Zde bylo toto použití, přes počáteční nedůvěru, po ověření na brzdě schváleno. Zásadní ověření účinnosti a životnosti náplně bylo provedeno ve Výzkumném ústavu zdravotnictví v Praze. Hodnocení zde bylo prováděno při použitím v té době špičkových přístrojů, včetně chromatografie. Závěr hodnocení zněl: „VYRÁBĚJTE“. Výroba ověřovací série byla zahájena se záměrem ověřit u více vozíků životnost náplní, která byla v provozu sledována.
Zavedení katalyzátorů bylo kladně přijato především realizátory nových objektů, do kterých bylo možné projektovat vozíky s katalyzátorem. Zajímavým případem odezvy na dodávku vozíku s katalyzátorem byl i dopis od Okresní hygienické stanice v Gottwaldově.
Předmět řešení byl patentově chráněn následovně:
| Název              | Přihlášení        | Vydání          | Číslo  |
| ------------------ | ----------------- | --------------- | ------ |
| Patentní listina   | 18. května 1964   | 15. června 1968 | 127749 |
| Autorské osvědčení | 7. dubna 1976     | 15. června 1979 | 179318 |
| Autorské osvědčení | 6. listopadu 1981 | 1. srpna 1985   | 224887 |

Autorem a řešitelem 1. a 2. položky je Oldřich Jelínek, dipl. tech. Řešiteli 3. položky jsou pánové Dřevikovský a Markvart. Námět tohoto řešení navrhl autor, uvedený u položek 1 a 2. Předmětem uvedeného osvědčení je alternativní katalyzační náplň ze speciálního kovu, podobně jako dále ověřovaný kovový katalyzátor ze závodu LEUNA v NDR.
Výzkumný ústav transportních zařízení, který  zajišťoval průběh patentového řízení vydává zprávu ze dne 29. 3. 1980 s obsahem: Předmět shora uvedeného patentu 127749 byl přihlášen k ochraně v následujících zemích: Švédsko, Španělsko, Rakousko, Belgie, Bulharsko, Itálie, Indie, Holandsko, Jugoslávie, NDR a NSR.
Konstrukce byla řešena tak, aby bylo možné ověřit životnost více náplní, což umožňovala výměnná retorta. Tepelnou setrvačnost, s ohledem k přerušovanému provozu vozíku ve vnitřních prostorách, zabezpečovala úprava komory. U tlumičů určených pro benzínové motory bylo doplněno přisávací zařízení vyvolané tehdejší skladbou zplodin, kde například oxid uhlíku dosahoval více než osminásobek proti stavu kolem roku 2010.